# Fouvent-Saint-Andoche
Fouvent-Saint-Andoche è un comune francese di 241 abitanti situato nel dipartimento dell'Alta Saona nella regione della Borgogna-Franca Contea.

## Società

### Evoluzione demografica
Abitanti censiti